# Оазис (антарктична станція)
Оазис (рос. Оазис) — антарктична наукова станція на Березі Нокса. Свою назву отримала через розташування в центрі антарктичної оази Оаза Бангера — місці, вільному від снігу і льоду цілий рік.
Відкрита 15 жовтня 1956 року. Працювала до 17 листопада 1958 року. 21 січня 1959 була передана Польській Народній Республіці, отримала назву Добровольська, в честь польського вченого Антона Болеслава Добровольського, учасника бельгійської антарктичної експедиції 1897–1899 років.
Знаходилася за 360 кілометрів на схід від Мирного. Ідентифікаційний номер станції у реєстрі Всесвітньої метеорологічної організації був 89601. Висота над рівнем моря — 29 м.